# Красница-1
Кра́сница-1 (бел. Красніца 1) — деревня в составе Смолицкого сельсовета Быховского района Могилёвской области Республики Беларусь.

## История
В 1865 году в составе Кузьковичской волости Быховского уезда Могилевской губернии.

## Население
- 2010 год — 93 человека

## Известные уроженцы
- Надточеев, Георгий Мефодиевич (1916—1944) — советский лётчик штурмовой авиации, гвардии лейтенант, Герой Советского Союза.